# Metam-natrium
Metam-natrium is een nematicide en fungicide. Het heeft ook een secundaire werking als herbicide. Het wordt toegepast voor bodemontsmetting, door bodeminjectie of druppelirrigatie, drie à vier weken vóór het zaaien of planten. Het bestrijdt rondwormen (nematoden) en bepaalde bodemschimmels, evenals kiemende onkruiden. Na toepassing moet de bodem bij voorkeur met een gasdichte folie worden afgesloten, of anders moet de bovenste laag dichtgerold en bevochtigd worden. Metam-natrium ontbindt in de bodem namelijk tot het giftige en vluchtige methylisothiocyanaat (MITC), wat de biologisch actieve vorm is van het product. Dit is analoog aan de werking van dazomet.
Metam-natrium kwam reeds in de jaren '50 van de 20e eeuw op de markt en wordt nog steeds op grote schaal toegepast in de land- en tuinbouw, sierteelt, boomkwekerijen en voor de ontsmetting van potgrond en teelaarde. In de Verenigde Staten is het een van de meest gebruikte chemische bestrijdingsmiddelen.

## Synthese
Metam-natrium is een dithiocarbamaat. Het wordt geproduceerd door in waterig milieu monomethylamine, koolstofdisulfide en natriumhydroxide te laten reageren. Het zuivere product is een wit kristallijn poeder. Het is een corrosieve stof, die brandwonden kan veroorzaken. Het maakt de huid overgevoelig. De handelsmiddelen zijn oplosbare concentraten, die vóór toepassing met water moeten verdund worden.

## Regelgeving
Metam-natrium is toegelaten in de Europese Unie volgens Uitvoeringsverordening (EU) Nr. 359/2012. Gewasbeschermingsmiddelen met metam-natrium als actieve stof zijn toegelaten in verschillende Europese landen, waaronder ook in België